# موج استونلی

حرکت موج استونلی.

موج استونلی (انگلیسی: Stoneley wave) یک موج مرزی (یا موج رابط) است که معمولاً در امتداد یک رابط جامد-جامد منتشر می‌شود. این موج هنگامی که در سطح مشترک مایع و جامد یافت می‌شود، از آن به عنوان موج شولت نیز یاد می‌شود. این موج در سطح مشترک دارای حداکثر شدت است و به‌طور تصاعدی در فاصله دور از آن کاهش می‌یابد. این بنا به افتخار لرزه‌شناس بریتانیایی  رابرت استونلی (۱۸۹۴–۱۹۷۶) مدرس دانشگاه لیدز نام‌گذاری شده‌است که آن را در ۱ اکتبر ۱۹۲۴ کشف کرد.

## رویداد و کاربرد
امواج استونلی معمولاً در حین ورود به سیستم صوتی گمانه و پروفیل لرزه‌ای عمودی ایجاد می‌شوند. این امواج در امتداد دیواره‌های یک گمانه پر از مایع منتشر می‌شوند. آنها بخش بزرگی از مولفه فرکانس پایین سیگنال از منبع لرزه‌ای را تشکیل می‌دهند و تضعیف آنها به شکستگی و نفوذپذیری سازند حساس است. مطالعات اخیر نشان داده‌است که پردازش موج استونلی در گمانه به تمایز بین درز زغال‌سنگ شکسته و غیر شکسته کمک می‌کند؛ بنابراین، تجزیه و تحلیل امواج استونلی می‌تواند تخمین خواص سنگ را ممکن سازد. پردازش استاندارد داده‌های لاگ‌های صوتی برای استخراج سرعت موج و محتوای انرژی در این منابع توضیح داده شده‌است.

## مقایسه با امواج دیگر
تعدادی از حالت‌های موج بر اساس سیالیت محیط پیش‌بینی شده‌است.
| انواع موج در جامدات       | ارتعاشات ذرات                       |
| طولی                      | موازی با جهت موج                    |
| عرضی (برشی)               | عمود بر جهت موج                     |
| سطحی - رایلی              | مدار بیضی - حالت متقارن             |
| موج صفحه‌ای – لمب          | جزء عمود بر سطح (موج امتدادی)       |
| موج صفحه‌ای – لاو          | موازی با لایه صفحه، عمود بر جهت موج |
| استونلی (امواج ریلی نشتی) | هدایت موج در امتداد رابط            |
| سزاوا                     | حالت پادمتقارن                      |

## اثرات نفوذپذیری
نفوذپذیری می‌تواند از سه طریق بر انتشار موج استونلی تأثیر بگذارد. امواج استونلی می‌توانند تا حدی در کنتراست‌های امپدانس شدید مانند شکستگی‌ها، لیتولوژی یا تغییرات قطر گمانه منعکس شوند. علاوه بر این، با افزایش نفوذپذیری سازند، سرعت برداری موج استونلی کاهش می‌یابد، در نتیجه باعث ایجاد پراکندگی می‌شود. سومین اثر، تضعیف امواج استونلی است.